# Classe Priz
I sommergibili appartenenti alla classe Priz (progetto 1855 secondo la classificazione russa) sono DSRV. Sono 4 i battelli conosciuti. Hanno anche preso parte al tentativo di salvare l'equipaggio del sottomarino Kursk, affondato il 12 agosto 2000. Priz (in russo «Приз»?) vuol dire premio.

## Sviluppo
L'incarico per la progettazione di un sommergibile per operazioni speciali venne dato negli anni 1970 all'ufficio tecnico Lazurit. La costruzione avvenne presso il cantiere navale di Krasnoe Sormovo a Gor'kij (ora Nižnij Novgorod). La conoscenza delle caratteristiche tecniche di queste unità sono piuttosto limitate, tanto che non se ne conosce neanche il numero esatto costruito: oggi ne risultano quattro in servizio, ma alcune fonti riferiscono che potrebbero essere state cinque. Inoltre, sono stati spesso erroneamente confusi con i battelli della classe Mir. Per mancanza di finanziamenti, sono state rimodernate solo nella seconda metà degli anni 2000 e negli anni 2010.

## Tecnica
Questo piccoli sommergibili hanno un singolo scafo in titanio. L'autonomia è di 21 miglia, e la velocità massima raggiunge i 3,3 nodi. L'equipaggio è di 4 uomini, ma può portare fino a 20 passeggeri (tuttavia, alcune fonti riferiscono una capacità totale di trasporto evacuati di sole nove unità).
La riserva d'aria è di 120 ore se a bordo vi è solo l'equipaggio, e di 10 ore se invece è a pieno carico.
Questo piccolo mezzo è in grado di operare anche senza equipaggio: questo è possibile grazie all'utilizzo di una batteria. Tuttavia, pare che in questo caso la sua operatività sia molto limitata, poiché la durata della batteria non supererebbe le tre ore.
Grazie alla presenza di manipolatori, è in grado di eseguire anche lavori subacquei. I manipolatori sono in grado di sollevare fino a 50 kg l'uno. Al giorno d'oggi, c'è l'intenzione di migliorare questi battelli, in modo da permettergli di agganciare i sottomarini danneggiati e migliorare le capacità di navigazione.

## Il servizio

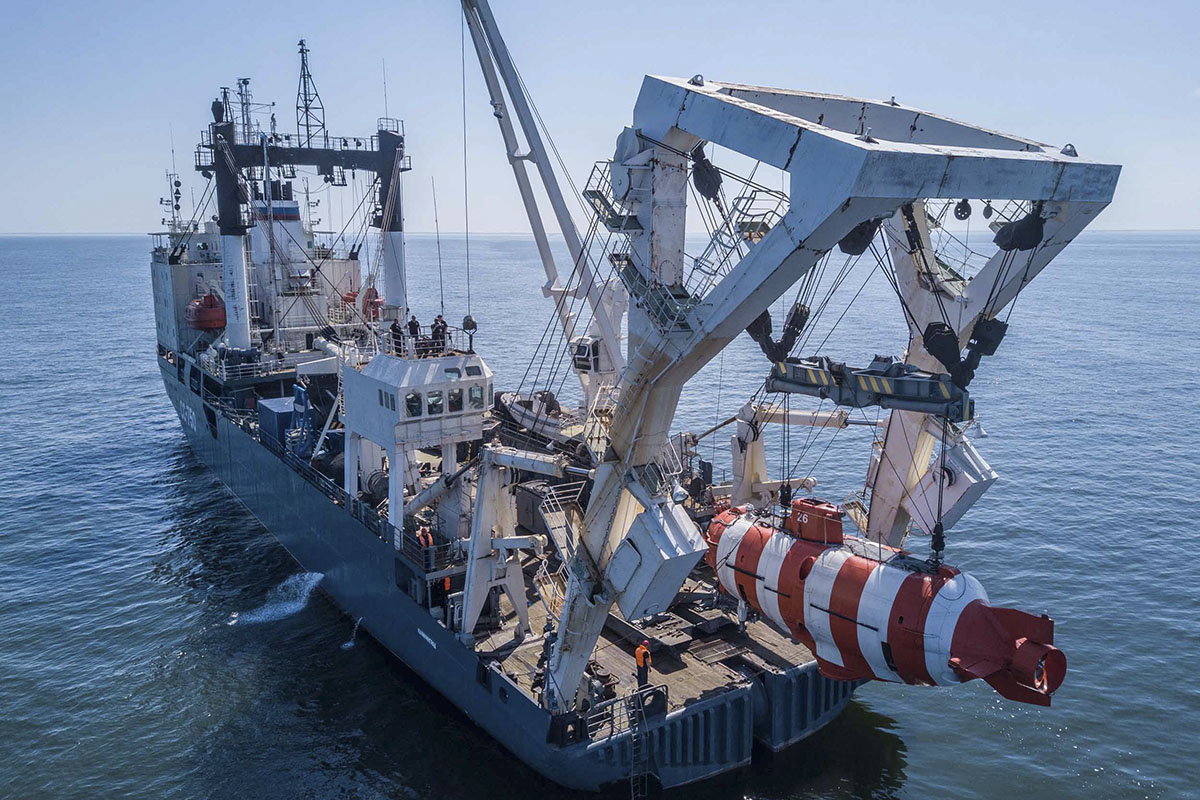
La SS-750 della classe Kashtan e il DSRV AS-26 nel 2020, mar Baltico

I sommergibili della classe Priz sono stati progettati per il recupero dell'equipaggio dei sottomarini affondati, e per compiere tutta una serie di operazioni che vanno dalle missioni clandestine a quelle per lavori subacquei (possibili grazie alla presenza dei manipolatori). Questi battelli sono imbarcati sulle navi classi Pionier Moskvyy, El'brus, Kashtan, ecc. (ogni nave può imbarcarne due). Sono stati utilizzati per tentare il salvataggio dell'equipaggio del sottomarino Kursk. Inoltre, vengono anche utilizzati per lavori di «ingegneria subacquea», come ad esempio l'AS-28 (diventato famoso per un incidente al largo della Kamčatka, il 5 agosto 2005; venne recuperato il 7 grazie all'intervento della Royal Navy e dell'US Navy).
Non si conosce il numero esatto di battelli varati: ufficialmente sono stati quattro, ma alcune fonti riferiscono cinque. Quelli oggi in servizio sono: AS-28 (Flotta del Pacifico fino al 2016, poi Flotta del Mar Nero), AS-26 (Flotta del Nord fino al 1995, poi Flotta del Baltico), AS-30 (Flotta del Pacifico) ed AS-34 (Flotta del Nord).